# Холливел-Филипс, Джеймс Орчард
Джеймс Орчард Холливел-Филипс (англ. James Orchard Halliwell-Phillipps; 21 июня 1820 — 3 января 1889) — британский литературовед, фольклорист, библиофил, издатель, исследователь творчества Уильяма Шекспира и собиратель английских народных сказок.
Родился в Лондоне. Начальное образование получил дома, затем в колледже Иисуса в Кембридже (англ. Jesus College, Cambridge). После завершения обучения занимался исследованиями староанглийской литературы. В 1841 году познакомился с дочерью известного библиофила Томаса Филипса (англ. Thomas Phillipps) и сделал ей предложение, но Филипс не дал согласия на брак, поскольку подозревал Холливела в краже одной из ценных книг из его библиотеки. В итоге в 1842 году они обвенчались тайно, после чего Филипс отрёкся от своей дочери. С начала 1840-х годов занимался сбором английского фольклора, с конца 1840-х — изучением творчества Шекспира. После 1870 года оставил редакторскую работу и занимался только сбором сведений о жизни Шекспира. Имя Филипс унаследовал в 1872 году от деда своей первой жены. Был похоронен на Пэтчхемском кладбище (англ. All Saints Church, Patcham) в Восточном Суссексе.
Отредактировал множество староанглийских и елизаветинских работ для Камденовского (англ. Camden Society) 1838—1897), Персиевского (англ. Percy Society, 1840—1852) и Шекспировского обществ. В 1839 году им было отредактировано издание «Sir John Mandeville’s Travels». Главные работы: «Account of the European MSS. in the Chetham Library» (1842), «Shakespearina», «Life ot Shakespeare» (1848, несколько переизданий), «Early history of freemasonry in England», «Dictionary of archaic and provincial words», «Popular rhymes and nursery tales», «Outlines of tne life of Shakespeare», «Stratford records», «Shakespeare autotypes», «Stratford upon Avon in the times of the Shakespeares», «Calendar of the Records at Stratford-on-Avon» (1863), «History of New Place» (1864). Ему принадлежит иллюстрированное издание сочинений Шекспира с критическими и археологическими примечаниями (1852—1865; тираж 150 экземпляров). Также издал в Лондоне сборник «Rara Mathematica» (1841), включавший, в частности, трактат Норфолка (ок. 1340 года) о математических прогрессиях.
Современниками неоднократно обвинялся в кражах и нелегальных продажах старинных книг, а также в их порче. В 1845 году в связи с подрозрениями в кражах из библиотеки Тринити-колледжа в Кембридже ему был запрещён доступ в библиотеку Британского музея; вместе с тем известно, что многие найденные им редкие книги он добровольно передавал в крупные библиотеки, в том числе в Четхемскую библиотеку в Манчестере, городскую библиотеку Пензанса, а также в библиотеки Смитсоновского и Эдинбургского университета.